# Vegyes páros tenisz a 2016. évi nyári olimpiai játékokon
A 2016. évi nyári olimpiai játékokon a tenisz vegyes páros versenyszámát augusztus 10−14. között rendezték meg. A címvédő a fehérorosz Makszim Mirni és Viktorija Azaranka, ezúttal nem tudták megvédeni címüket, mivel Azaranka terhessége miatt felfüggesztette versenyzését.
A versenyen 16 páros indulhatott. Az indulás feltétele volt, hogy a nevezők vagy egyesben vagy párosban az olimpia résztvevői legyenek. Egy nemzetet legfeljebb két páros képviselhette. A nevezési határidő 2016. augusztus 9. volt.
Az olimpiai címet az amerikai Bethanie Mattek-Sands és Jack Sock párosa nyerte, miután a döntőben 6-7(3), 6-1, [10-7] arányban legyőzték a Venus Williams-Rajeev Ram amerikai párost. A harmadik helyet a cseh Lucie Hradecká–Radek Štěpánek páros szerezte meg.

## Időpontok
| Augusztus                         | Augusztus      | Augusztus    | Augusztus    | Augusztus           |
| 10 (szerda)                       | 11 (csütörtök) | 12 (péntek)  | 13 (szombat) | 14 (vasárnap)       |
| –                                 | 12:00          | 12:00        | 12:00        | 12:00               |
| --------------------------------- | -------------- | ------------ | ------------ | ------------------- |
| A mérkőzések eső miatt elmaradtak | 16 között      | Negyeddöntők | Elődöntők    | Bronzmérkőzés Döntő |

## Kiemeltek
| #  | Versenyzőpáros                                                    | Eredmény | #  | Versenyzőpáros                                        | Eredmény     |
| -- | ----------------------------------------------------------------- | -------- | -- | ----------------------------------------------------- | ------------ |
| 1. | Franciaország (FRA) · Caroline Garcia · Nicolas Mahut             | első kör | 3. | Spanyolország (ESP) · Garbiñe Muguruza · Rafael Nadal | visszaléptek |
| 2. | Franciaország (FRA) · Kristina Mladenovic · Pierre-Hugues Herbert | első kör | 4. | India (IND) · Szánija Mirza · Róhan Bópanna           | elődöntő     |

## Tábla
- R = feladták
- w/o = az ellenfél visszalépett
- IP = ITF-hely
- PR = védett ranglista

### Sorsolási tábla és eredmények
|  | Első kör | Első kör                                                          | Első kör | Első kör | Első kör |  |  | Negyeddöntők | Negyeddöntők                                               | Negyeddöntők | Negyeddöntők                                         | Negyeddöntők |    |      | Elődöntők | Elődöntők                                                  | Elődöntők | Elődöntők                                            | Elődöntők |   |     | Döntő         | Döntő                                              | Döntő         | Döntő         | Döntő         |  |
|  |          |                                                                   |          |          |          |  |  |              |                                                            |              |                                                      |              |    |      |           |                                                            |           |                                                      |           |   |     |               |                                                    |               |               |               |  |
|  | 1        | Franciaország (FRA) · Caroline Garcia · Nicolas Mahut             | 64       | 61       |          |  |  |              |                                                            |              |                                                      |              |    |      |           |                                                            |           |                                                      |           |   |     |               |                                                    |               |               |               |  |
|  | IP       | Brazília (BRA) · Teliana Pereira · Marcelo Melo                   | 7        | 7        |          |  |  | IP           | Brazília (BRA) · Teliana Pereira · Marcelo Melo            | 4            | 4                                                    |              |    |      |           |                                                            |           |                                                      |           |   |     |               |                                                    |               |               |               |  |
|  |          | Egyesült Államok (USA) · Bethanie Mattek-Sands · Jack Sock        | 6        | 6        |          |  |  |              | Egyesült Államok (USA) · Bethanie Mattek-Sands · Jack Sock | 6            | 6                                                    |              |    |      |           |                                                            |           |                                                      |           |   |     |               |                                                    |               |               |               |  |
|  |          | Nagy-Britannia (GBR) · Konta Johanna · Jamie Murray               | 4        | 3        |          |  |  |              |                                                            |              |                                                      |              |    |      |           | Egyesült Államok (USA) · Bethanie Mattek-Sands · Jack Sock | 6         | 7                                                    |           |   |     |               |                                                    |               |               |               |  |
|  | 3        | Spanyolország (ESP) · Garbiñe Muguruza · Rafael Nadal             |          |          |          |  |  |              |                                                            | IP           | Csehország (CZE) · Lucie Hradecká · Radek Štěpánek   | 4            | 63 |      |           |                                                            |           |                                                      |           |   |     |               |                                                    |               |               |               |  |
|  | IP       | Csehország (CZE) · Lucie Hradecká · Radek Štěpánek                | w/o      |          |          |  |  | IP           | Csehország (CZE) · Lucie Hradecká · Radek Štěpánek         | 6            | 7                                                    |              |    |      |           |                                                            |           |                                                      |           |   |     |               |                                                    |               |               |               |  |
|  |          | Lengyelország (POL) · Agnieszka Radwańska · Łukasz Kubot          | 6        | 61       | [8]      |  |  |              | Románia (ROU) · Irina-Camelia Begu · Horia Tecău           | 4            | 5                                                    |              |    |      |           |                                                            |           |                                                      |           |   |     |               |                                                    |               |               |               |  |
|  |          | Románia (ROU) · Irina-Camelia Begu · Horia Tecău                  | 4        | 7        | [10]     |  |  |              |                                                            |              |                                                      |              |    |      |           | Egyesült Államok (USA) · Bethanie Mattek-Sands · Jack Sock | 63        | 6                                                    | [10]      |   |     |               |                                                    |               |               |               |  |
|  | Alt      | Nagy-Britannia (GBR) · Heather Watson · Andy Murray               | 6        | 6        |          |  |  |              |                                                            |              |                                                      |              |    |      |           |                                                            | IP        | Egyesült Államok (USA) · Venus Williams · Rajeev Ram | 7         | 1 | [7] |               |                                                    |               |               |               |  |
|  |          | Spanyolország (ESP) · Carla Suárez Navarro · David Ferrer         | 3        | 3        |          |  |  | Alt          | Nagy-Britannia (GBR) · Heather Watson · Andy Murray        | 4            | 4                                                    |              |    |      |           |                                                            |           |                                                      |           |   |     |               |                                                    |               |               |               |  |
|  |          | Ausztrália (AUS) · Samantha Stosur · John Peers                   | 5        | 4        |          |  |  | 4            | India (IND) · Szánija Mirza · Róhan Bópanna                | 6            | 6                                                    |              |    |      |           |                                                            |           |                                                      |           |   |     |               |                                                    |               |               |               |  |
|  | 4        | India (IND) · Szánija Mirza · Róhan Bópanna                       | 7        | 6        |          |  |  |              |                                                            |              |                                                      |              |    |      | 4         | India (IND) · Szánija Mirza · Róhan Bópanna                | 6         | 2                                                    | [3]       |   |     | Bronzmérkőzés | Bronzmérkőzés                                      | Bronzmérkőzés | Bronzmérkőzés | Bronzmérkőzés |  |
|  |          | Hollandia (NED) · Kiki Bertens · Jean-Julien Rojer                | 7        | 63       | [8]      |  |  |              |                                                            | IP           | Egyesült Államok (USA) · Venus Williams · Rajeev Ram | 2            | 6  | [10] |           |                                                            |           |                                                      |           |   |     |               |                                                    |               |               |               |  |
|  | IP       | Egyesült Államok (USA) · Venus Williams · Rajeev Ram              | 64       | 7        | [10]     |  |  | IP           | Egyesült Államok (USA) · Venus Williams · Rajeev Ram       | 6            | 7                                                    |              |    |      |           |                                                            |           |                                                      |           |   |     | IP            | Csehország (CZE) · Lucie Hradecká · Radek Štěpánek | 6             | 7             |               |  |
|  | IP       | Olaszország (ITA) · Roberta Vinci · Fabio Fognini                 | 6        | 3        | [10]     |  |  | IP           | Olaszország (ITA) · Roberta Vinci · Fabio Fognini          | 3            | 5                                                    |              |    |      | 4         | India (IND) · Szánija Mirza · Róhan Bópanna                | 1         | 5                                                    |           |   |     |               |                                                    |               |               |               |  |
|  | 2        | Franciaország (FRA) · Kristina Mladenovic · Pierre-Hugues Herbert | 4        | 6        | [8]      |  |  |              |                                                            |              |                                                      |              |    |      |           |                                                            |           |                                                      |           |   |     |               |                                                    |               |               |               |  |

## Végeredmény
| Helyezés | Csapat                                                            | Kiemelés |
| -------- | ----------------------------------------------------------------- | -------- |
| Arany    | Egyesült Államok (USA) · Bethanie Mattek-Sands - Jack Sock        |          |
| Ezüst    | Egyesült Államok (USA) · Venus Williams - Rajeev Ram              |          |
| Bronz    | Csehország (CZE) · Lucie Hradecká -Radek Štěpánek                 |          |
| 4.       | India (IND) · Szánija Mirza - Róhan Bópanna                       | 4.       |
| 5.       | Brazília (BRA) · Teliana Pereira – Marcelo Melo                   |          |
| 5.       | Románia (ROU) · Irina-Camelia Begu – Horia Tecău                  |          |
| 5.       | Nagy-Britannia (GBR) · Heather Watson – Andy Murray               |          |
| 5.       | Olaszország (ITA) · Roberta Vinci – Fabio Fognini                 |          |
| 9.       | Franciaország (FRA) · Caroline Garcia – Nicolas Mahut             | 1.       |
| 9.       | Nagy-Britannia (GBR) · Konta Johanna – Jamie Murray               |          |
| 9.       | Spanyolország (ESP) · Garbiñe Muguruza – Rafael Nadal             | 3.       |
| 9.       | Lengyelország (POL) · Agnieszka Radwańska – Łukasz Kubot          |          |
| 9.       | Spanyolország (ESP) · Carla Suárez Navarro – David Ferrer         |          |
| 9.       | Ausztrália (AUS) · Samantha Stosur – John Peers                   |          |
| 9.       | Hollandia (NED) · Kiki Bertens – Jean-Julien Rojer                |          |
| 9.       | Franciaország (FRA) · Kristina Mladenovic – Pierre-Hugues Herbert | 2.       |